# Manhattan School of Music
La Manhattan School of Music (MSM) è un conservatorio sito nell'Upper West Side di New York. La scuola offre lauree, master e dottorato in musica classica, jazz e composizione.

## Storia

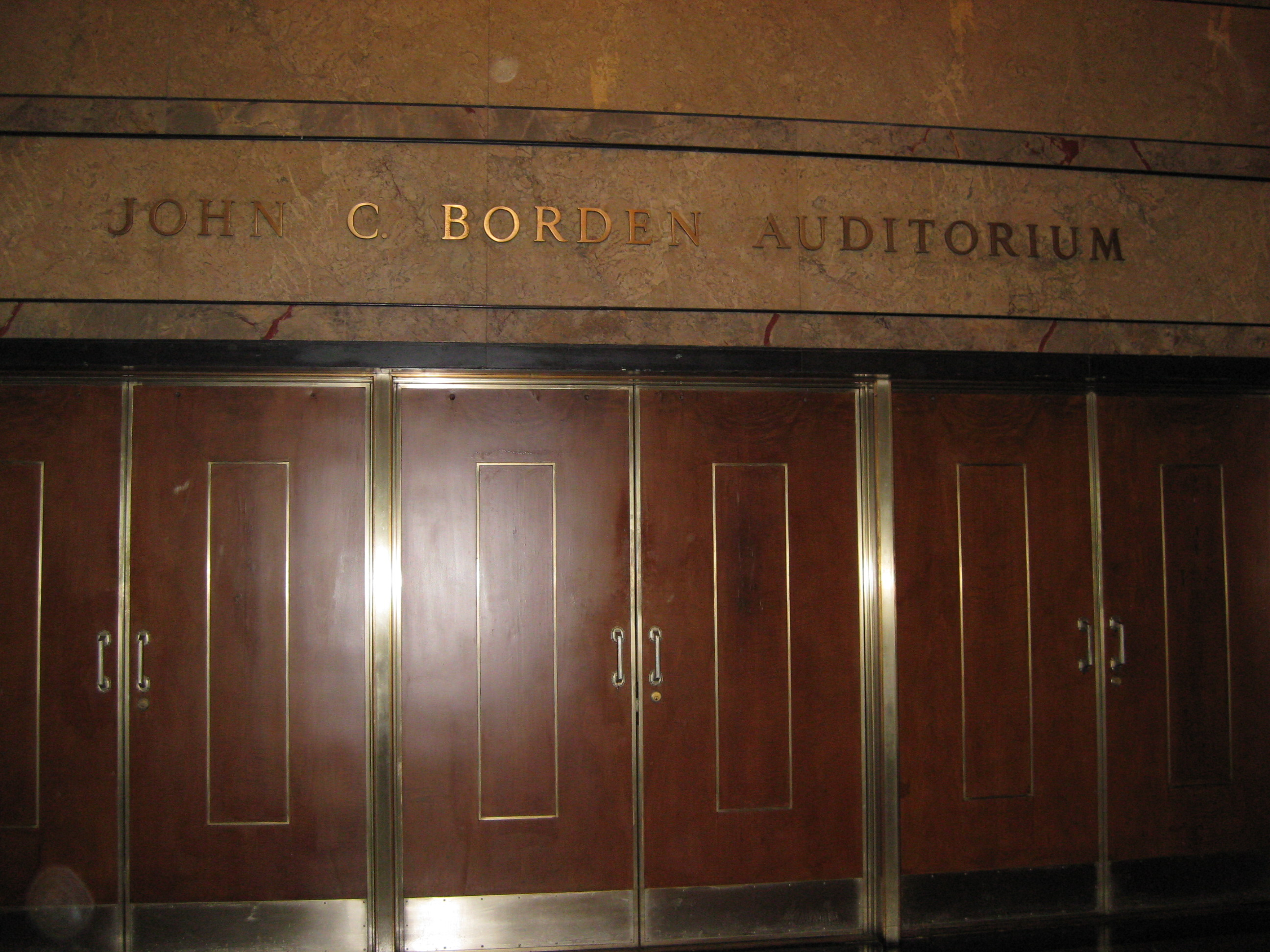
Ingresso al John C. Borden Auditorium.

La Scuola venne fondata nell'anno 1917-1918 da Janet D. Schenck, pianista e filantropa, col nome di Neighborhood Music School. Era ubicata in un palazzo di New York City nell'Upper East Side. Nel 1938, il suo nome fu cambiato in Manhattan School of Music. Il campus della MSM era un tempo la sede della Juilliard School, prima che questa si trasferisse al Lincoln Center a Midtown Manhattan negli anni '60.
Nel 1943, la crescita artistica e accademica della scuola portò a una modifica del regolamento che consentì di concedere il diploma di laurea in musica. Due successive modifiche autorizzarono la concessione, nel 1947, del titolo di maestro di musica e nel 1974, il titolo di dottore in arti musicali. Nel 1956, Schenck andò in pensione e John Brownlee, baritono della Metropolitan Opera House, fu nominato direttore, titolo poi rivisto come presidente. Il presidente Brownlee avviò l'idea della delocalizzazione della scuola al quartiere Morningside Heights, ma morì pochi mesi prima che i suoi sforzi venissero realizzati. Nel 1969, George Schick, direttore d'orchestra della Metropolitan Opera, sostituì Brownlee nel ruolo di presidente e realizzò lo spostamento della scuola nella sede dell'Upper West Side; si occupò del settore dell'opera, mentre le altre funzioni principali della scuola furono gestite da Stanley Bednar.

## Struttura
La Manhattan School dispone di diversi spazi musicali, ognuno dedicato ad una particolare orchestra. Il più grande è il John C. Borden Auditorium, dove vengono tenuti i concerti di grandi orchestre sia di musica sinfonica che di jazz. I più piccoli Greenfield Recital Hall e Miller Recital Hall vengono utilizzati per recital solistici e per i concerti di laurea. L'Ades Performance Space è la sala più nuova ed è adibita all'esecuzione di musica jazz e musica contemporanea. Talvolta anche il Mitzi Newhouse Pavilion ,la caffetteria della scuola, viene utilizzata per esecuzioni di musica jazz.
La scuola dispone di tre orchestre: La MSM Symphony, la Philharmonia e la Chamber Sinfonia. Dispone inoltre di gruppi strumentali per l'esecuzione di quartetti ed altre formazioni cameristiche. Il Jazz Arts Program dispone di vari gruppi, come Jazz Philharmonic (big band jazzistica), le Jazz Orchestra, la Concert Jazz Band e la Chamber Jazz Ensemble. Il Claremont Ensemble e TACTUS sono orchestre di studenti per l'esecuzione di musica da camera contemporanea. La scuola bandisce un concorso annuale, fra gli studenti, i cui vincitori hanno l'opportunità di suonare con la Symphony Orchestra.

## Presidenti
- John Brownlee (1956-1976)
- John O. Crosby (1976-1986)
- Gideon W. Waldrop (1986-1989)
- Peter C. Simon (1989-1992)
- Marta Casals Istomin (1992-2005)
- Robert Sirota (2005-2013)
- James Gandre (dal 2013)